# Asnurri
Asnurri és un nucli de població i una entitat municipal descentralitzada del municipi de les Valls de Valira, a l'Alt Urgell. El 2019 hi vivien 17 habitants. Es troba a migdia de Civís i al nord-oest d'Argolell, força a prop d'Arduix.
L'església parroquial està dedicada a Santa Eulàlia, així com també la festa del 10 de desembre. El topònim, preromà, conté el mot basc uri, que significa poble. Fins al 1936 conservà una imatge romànica de la Mare de Déu.
Fins a l'any 1970 el poble d'Asnurri formava part de l'antic municipi de Civís, i des d'aleshores està inclòs com a Entitat Municipal Descentralitzada dins el municipi de les Valls de Valira.